# Liste des arrêts de la Cour suprême des États-Unis, volume 552
Ceci est une liste des arrêts de la Cour suprême des États-Unis du volume 552 de l’United States Reports (2007-2008) :

## Liste
- Board of Ed. of City School Dist. of New York v. Tom (Docket No. 06-637)
- Allen v. Siebert (Docket No. 06-1680)
- CSX Transp., Inc. v. Georgia State Bd. of Equalization (Docket No. 06-1287)
- Logan v. United States (Docket No. 06-6911)
- Gall v. United States  (Docket No. 06-7949)
- Watson v. United States (Docket No. 06-571)
- Kimbrough v. United States (Docket No. 06-6330)
- Arave v. Hoffman (Docket No. 07-110)
- Wright v. Van Patten (Docket No. 07-212)
- John R. Sand & Gravel Co. v. United States (Docket No. 06-1164)
- Stoneridge Investment Partners, LLC v. Scientific-Atlanta, Inc. (Docket No. 06-43)
- Knight v. Commissioner (Docket No. 06-1286)
- New York State Bd. of Elections v. Lopez Torres (Docket No. 06-766)
- Ali v. Federal Bureau of Prisons (Docket No. 06-9130)
- LaRue v. DeWolff, Boberg & Associates, Inc. (Docket No. 06-856)
- Danforth v. Minnesota (Docket No. 06-8273)
- Riegel v. Medtronic, Inc. (Docket No. 06-179)
- Preston v. Ferrer (Docket No. 06-1463)
- Rowe v. New Hampshire Motor Transp. Assn. (Docket No. 06-457)
- Sprint/United Management Co. v. Mendelsohn (Docket No. 06-1221)
- Federal Express Corp. v. Holowecki (Docket No. 06-1322)
- Boulware v. United States (Docket No. 06-1509)
- Warner-Lambert Co. v. Kent (Docket No. 06-1498)
- Washington State Grange v. Washington State Republican Party (Docket No. 06-713)
- Snyder v. Louisiana (Docket No. 06-10119)
- Medellín v. Texas (Docket No. 06-984)
- Hall Street Associates, L. L. C. v. Mattel, Inc. (Docket No. 06-989)
- New Jersey v. Delaware (Docket No. 134, Orig.)

## Source
- (en) Cet article est partiellement ou en totalité issu de l’article de Wikipédia en anglais intitulé « List of United States Supreme Court cases, volume 552 » (voir la liste des auteurs).